# Kurhaus Binz

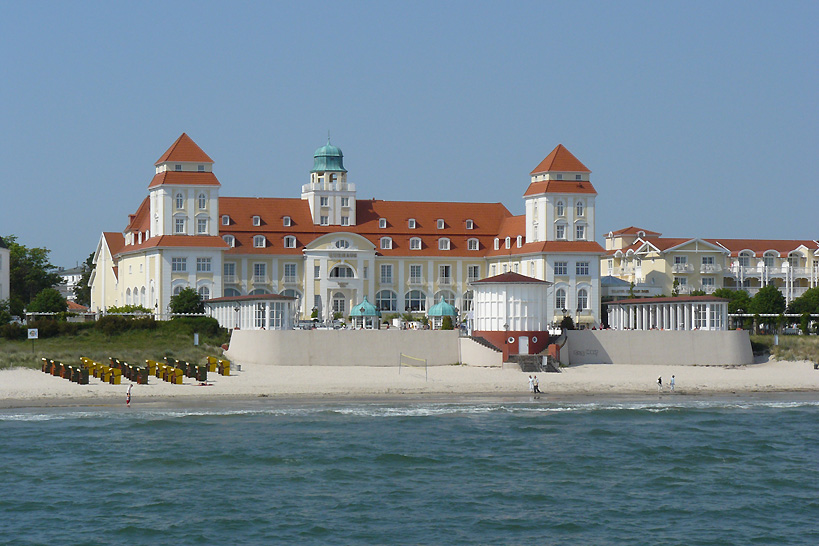
Kurhaus Binz von der Seebrücke gesehen

Das Kurhaus Binz liegt an der Strandpromenade, am Kurplatz und unweit der Seebrücke Binz des Ostseebades Binz auf der Insel Rügen in Mecklenburg-Vorpommern. Heute ist es ein Luxushotel der A-Rosa Hotels.

## Geschichte
Berliner Bankiers investierten mit der „Ostseebad Binz AG“ in den Ausbau des Seebades und ließen ein Kurhaus bauen, das am 22. Juli 1890 eröffnet wurde. Zu den ersten Gästen gehörte Kaiserin Auguste Viktoria. Das aus Fachwerk gebaute Haus brannte am 1. Mai 1906 ab. Im Sommer 1907 beschloss der Gemeinderat, den Neubau des Kurhauses aus Stein nach den Plänen des Berliner Baumeisters Otto Spalding. Das Gebäude wurde zu einem Wahrzeichen des Seebades.
In den 1920er Jahren verkaufte die Gemeinde das Kurhaus zusammen mit dem Hotel Kaiserhof für 165.000.000 Reichsmark an Adalbert Kaba-Klein, Abraham Lemo und Armin und Eugen Reichard. Das Kurhaus mit Varieté, Kasino und Kakadu-Bar besuchten zu dieser Zeit wohlhabende Gäste wie Industrielle, Ärzte, Juristen und Künstler. Die Nationalsozialisten betrieben die Enteignung der jüdischen Kurhaus-Inhaber. Im Zuge der „Arisierung“ wurde 1938 das Kurhaus an deutsche Zwangstreuhänder übergeben und später an Walter Schäfer für 360.000 Reichsmark verkauft. Mit dem Beginn des Zweiten Weltkrieges 1939 nahm die Zahl der Urlauber ab, später suchten auch Bombenopfer und Flüchtlinge Zuflucht in Binz.
Das Kurhaus überstand den Krieg unbeschädigt und russische Soldaten und Flüchtlinge wurden einquartiert. Der vertriebene Besitzer Kaba-Klein kehrte 1948 zurück, das Landgericht Greifswald sprach ihm 1950 das Kurhaus wieder zu. Weil Kaba-Klein angeblich Verpflegungsrationen der Bergleute an Schweine verfütterte, wurde er im Rahmen der Aktion Rose 1953 enteignet und zu zehn Jahren Zuchthaus verurteilt. 1955 übernahm die NVA das Kurhaus als Erholungsheim für Offiziere und länger dienende Soldaten.
In den 1960er Jahren übernahm das Reisebüro der DDR das Kurhaus. Damit stand es auch für alle Binzer Gäste wieder offen. Die Terrasse wurde wieder mit Gastronomie bewirtschaftet und ein Intershop entstand. Im Kurhaus-Saal fanden Großveranstaltungen wie SED-Konferenzen und die Eröffnung der Fährverbindung Mukran–Klaipėda statt.
Nach der Wende gehörte das Kurhaus zur „Travel Gruppe“ in Berlin, die aus den ehemaligen Reisebürohotels entstanden ist. Die Resort Hotel GmbH kaufte später die Hotels von der Treuhand, die Travel Charme GmbH übernahm den Betrieb. Nach den ursprünglichen Plänen des Baumeisters Spalding wurde das Kurhaus rekonstruiert und modernisiert. Zugleich wurde der Kaiserhof neu gebaut und durch Lobby und Café Glashaus mit dem Kurhaus verbunden. Als erstes Hotel Mecklenburg-Vorpommerns erhielt es die Auszeichnung „Fünf-Sterne-Superior“. Diese Auszeichnung gab das Hotel im Jahr 2012 zurück und ist seitdem nicht mehr nach der offiziellen Hotelsterne-Einstufung des Deutschen Hotel- und Gaststättenverbands zertifiziert.
Seit August 2012 erinnern vier Stolpersteine an die einstigen Eigentümer.

## Galerie

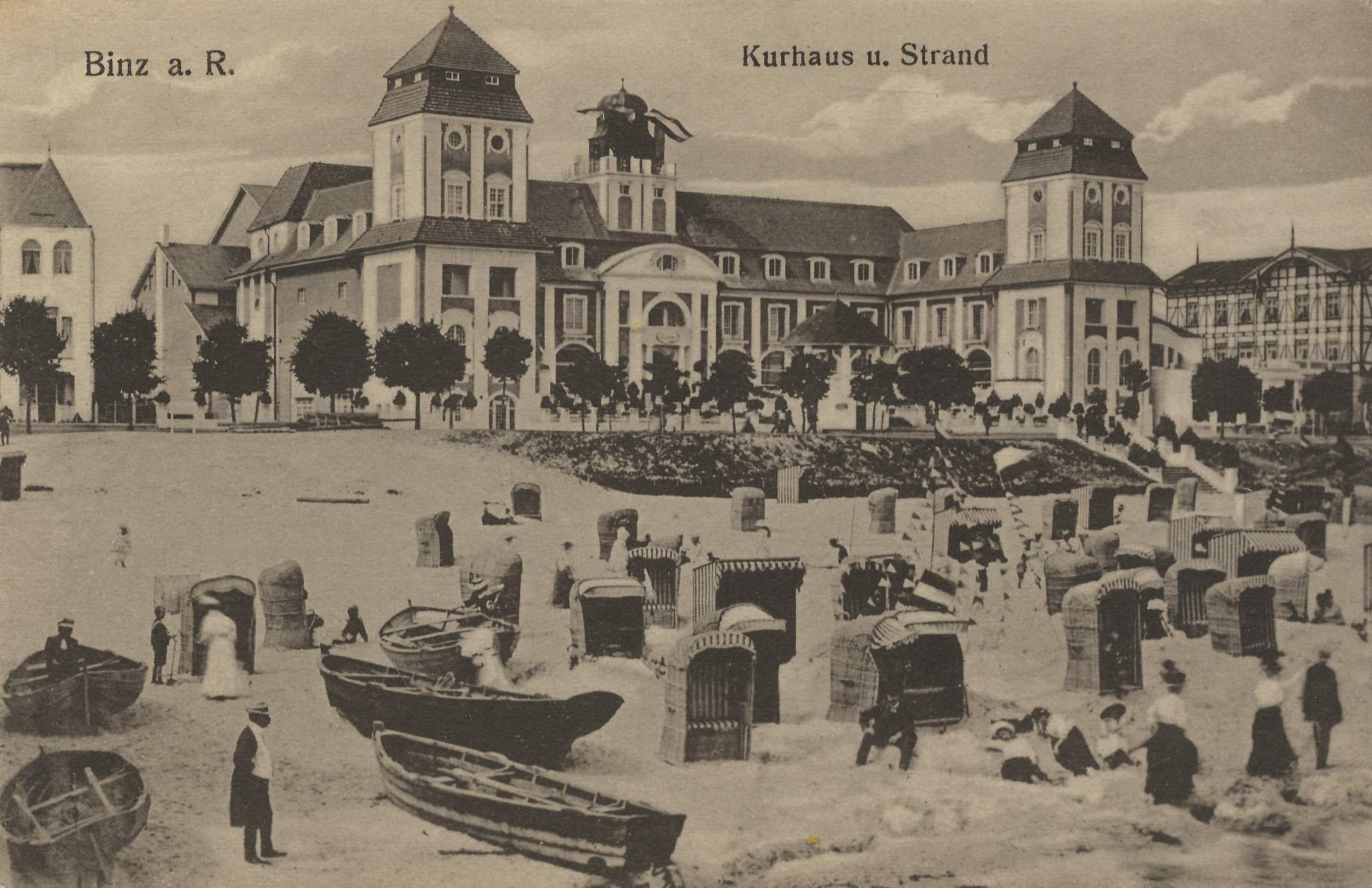
Kurhaus auf einer Postkarte von 1900
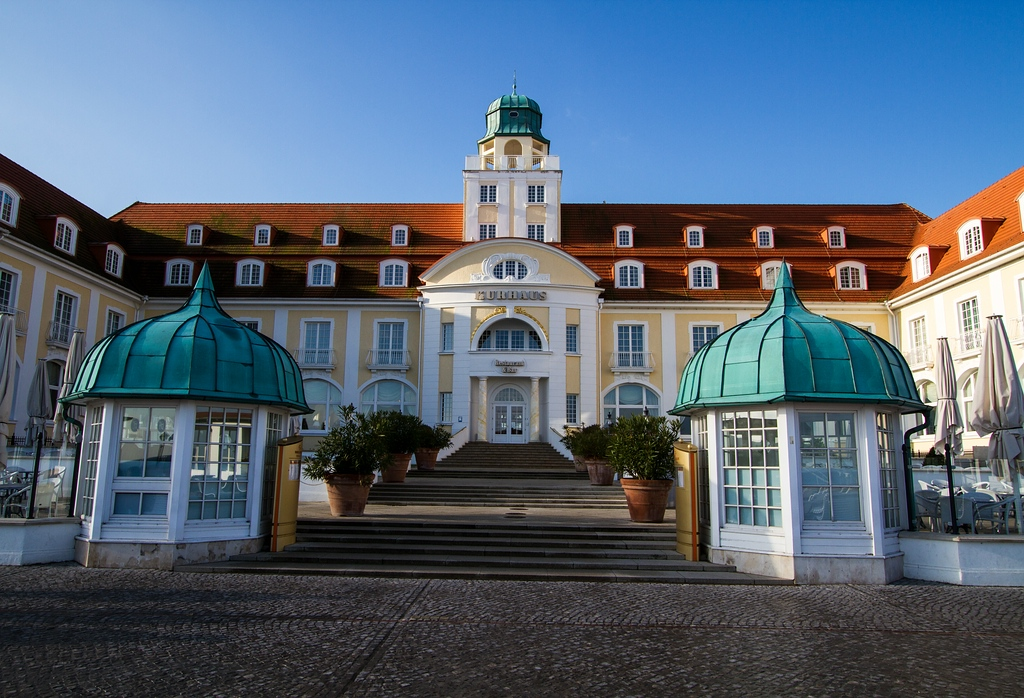
Ehrenhof mit Konzertplatz vor dem Kurhaus
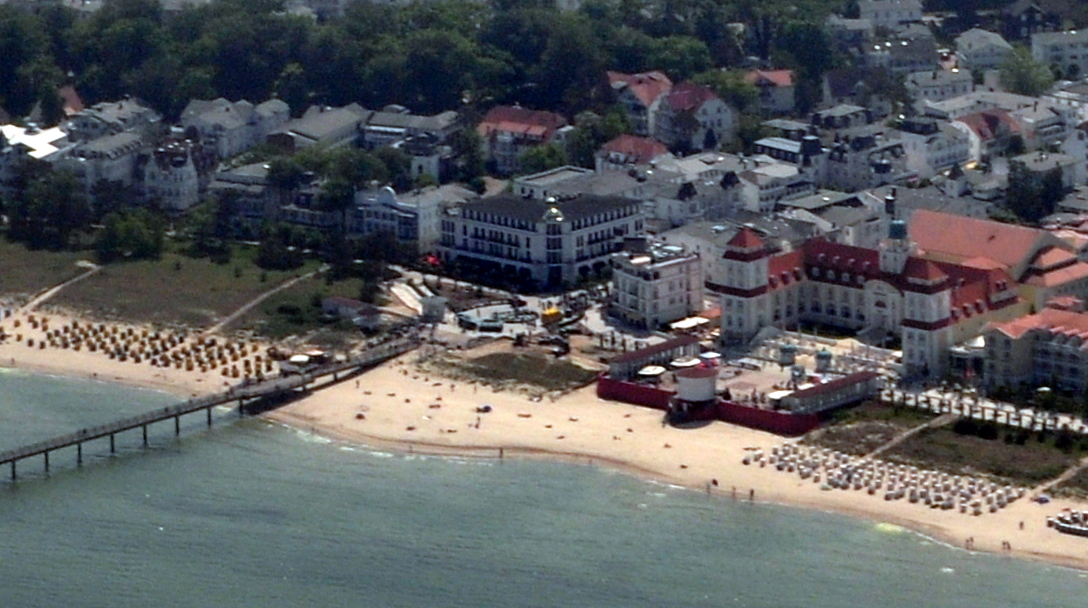
Luftbild mit Binzer Strand und Seebrücke
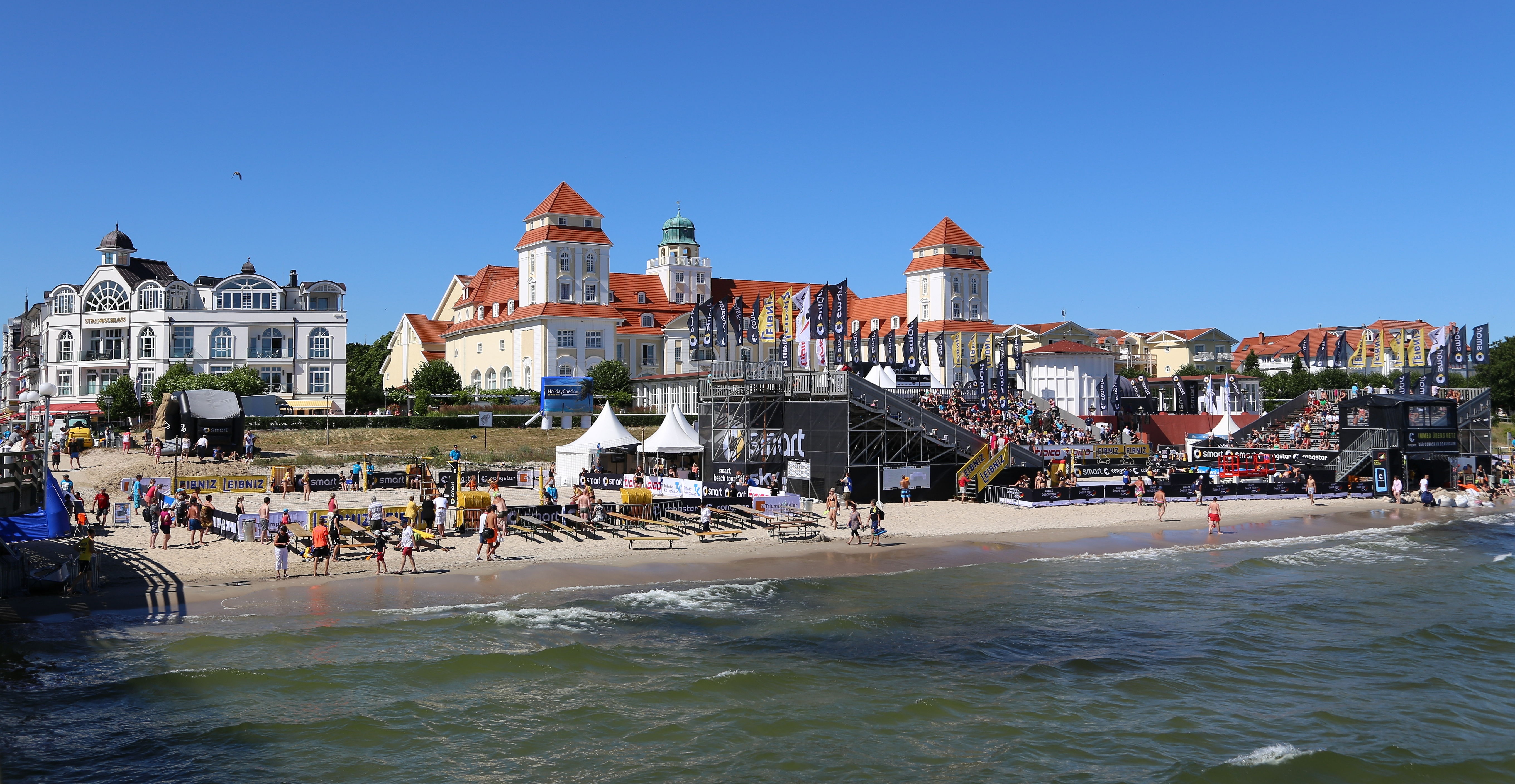
Strandansicht mit Beachvolleyball-Arena
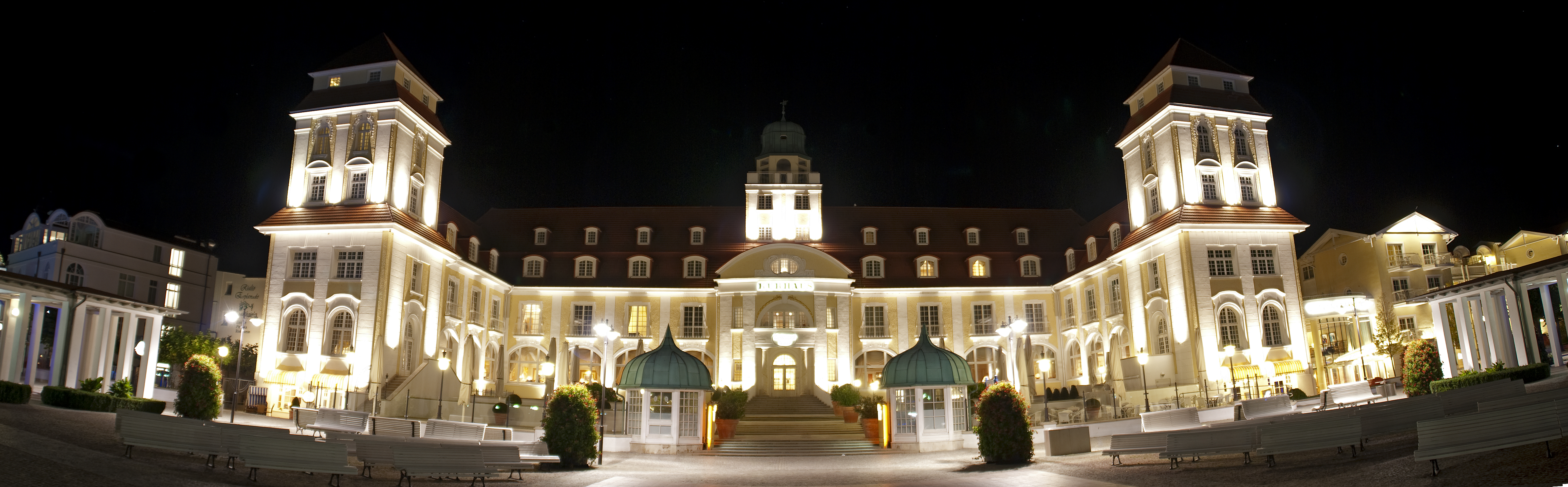
Nachtpanorama
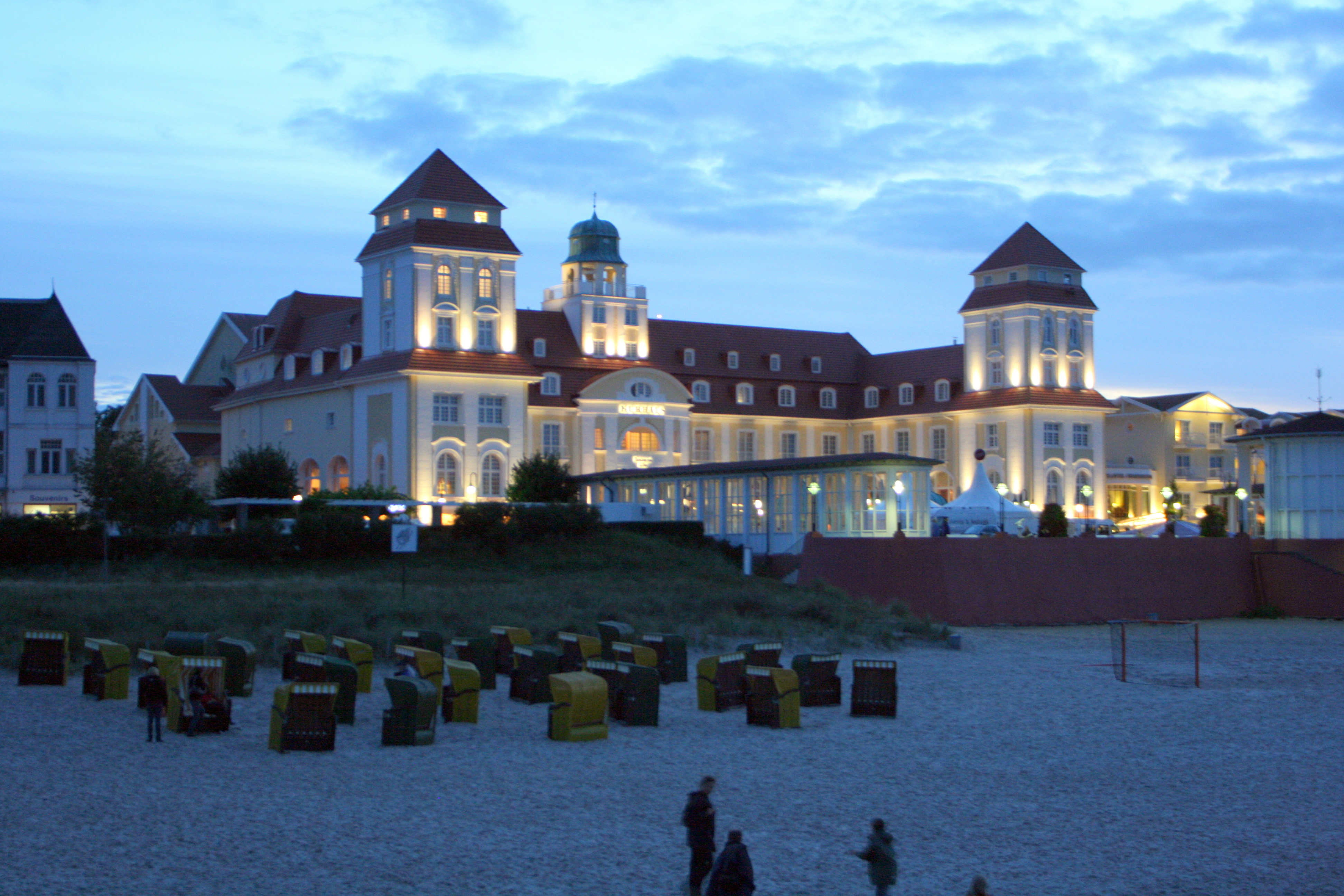
Kurhaus am Abend